# Antonio Maura
Antonio Maura Montaner (Palma di Maiorca, 2 maggio 1853 – Torrelodones, 13 dicembre 1925) è stato un avvocato e politico spagnolo.
È stato presidente del Consiglio dei ministri per ben cinque volte, sotto il regno di Alfonso XIII.